# La valanga (film 1929)
La valanga (Eternal Love) è un film del 1929 diretto da Ernst Lubitsch.
Si tratta dell'ultimo film muto sia per il regista che per John Barrymore.

## Trama
Nel 1806, durante la guerra tra Francia e Austria, la pacifica Svizzera diventa suo malgrado la strada di passaggio per entrambi gli eserciti nemici. Gli abitanti di un villaggio sono costretti a cedere davanti agli invasori anche se, amanti della libertà, hanno cercato di opporsi alle preponderanti forze dei francesi. Il cacciatore Marcus Paltram ama, riamato, Ciglia, che è corteggiata da Lorenz Gruber. Pia, una selvatica montanara, perseguita Marcus: la giovane odia Ciglia, la sua rivale e progetta di separare i due innamorati. Così, durante una festa in maschera, segue Marcus ubriaco e, rimasta sola con lui, lo seduce. La madre di Pia chiede allora al cacciatore di riparare e Marcus, sconsolato, è costretto a sposare la ragazza mentre Ciglia, rimasta sola, accetta di sposare Lorenz.
I due ex fidanzati tentano di dimenticare, ma l'amore che provano l'uno per l'altra è troppo forte e i loro matrimoni si rivelano disastrosi. Lorenz, un giorno, offre al suo rivale del denaro perché lasci il villaggio, ma Marcus rifiuta. Nella disputa, il cacciatore - per difendersi - spara a Lorenz che viene salvato dall'intervento dei paesani. Accusato di tentato omicidio, Marcus fugge in montagna insieme a Ciglia che, a sua volta, viene accusata di complicità da Pia. I due amanti, pregando dio e promettendo di non separarsi mai più, affrontano la montagna, abbracciati, sotto la minaccia di una valanga che sta per rovinare a valle.

## Produzione
Il film fu prodotto dalla Joseph M. Schenck Productions per la Feature Productions.

## Distribuzione
Distribuito dall'United Artists, il film ebbe una distribuzione internazionale. Il film uscì in sala dopo l'avvento del sonoro e gli venne aggiunta, post-sincronizzata, la musica di Hugo Reisenfeld.